# Riu Limonlu
El Limonlu Suyu o Limonlu Çayı (llatí Lamus, grec Lamos) és un riu de Cilícia actualment a la província de Mersin a Turquia. Baixa del Taurus oriental i desaigua a la Mediterrània. Té una llargada de 60 km. La part superior al darrere de Kizil Geçit, està deshabitada; la part inferior, més poblada, gaudeix de diverses ruïnes antigues. A la desembocadura hi ha el poble de Lamas, al lloc de l'establiment antic, la ciutat de Lamos, després d'Antioquia del Lamos (Antiochia Lamotis), que fou la capital de tota la regió, anomenada Lamotis. Estrabó diu que Lamus era un poble petit que no s'havia de confondre amb la ciutat del mateix nom més a l'oest. Prop de la desembocadura hi ha importants ruïnes incloent un aqüeducte que portava aigua a Ayas (Eleusa-Sebaste) a 14 km, i una fortalesa medieval dels armenis.
El riu formava la frontera entre la Cilicia Campestris i la Cilicia Trachea i després entre la Cilicia Aspera i la Cilicia pròpia. A la seva riba s'hi produïren diversos intercanvis de presoners entre els abbàssides i els romans d'Orient.